# 광저우 자동차 그룹
광저우 자동차 그룹(영어: Guangzhou Automobile Group)은 중국 광저우시 광둥성에 본사를 둔 국영 자동차 제조업체이자 중국에서 5번째로 큰 자동차 제조업체이다.
이 회사는 트럼치, 아이안, 하이칸과 같은 자체 브랜드와 GAC 토요타, GAC 혼다 및 GAC 미쓰비시와 같은 외국 브랜드 합작 투자로 차량을 생산 및 판매하고 있다. 또한 이아인 및 하이칸과 같은 전용 EV 브랜드를 포함하여 이전에 나열된 일부 브랜드로 전기 자동차를 생산한다.
2021년에는 4%의 시장 점유율로 중국 시장에서 네 번째로 큰 중국 플러그인 전기 자동차 제조업체가 되었다.2021년 123,660대, 2022년 3월 20,000대 이상을 판매했으며 2022년 12월까지 EV 생산 능력을 연간 400,000대로 두 배로 늘릴 계획이다.

## 역사
1955년에 설립 되었으며 2005년에는 광저우 자동차 산업 그룹 및 주식 회사의 지주가 되었으며 2009년 현재 중국에서 6번째로 큰 자동차 제조업체이다.
2009년에 중국의 스포츠 유틸리티 차량 제조업체인 장펑 자동차의 29%를 인수하여 최대 주주가 되었으며2011년에 회사 인수를 완료하면서 장펑의 나머지 부분을 구입하였다.
이전에 덴웨이 자동차를 통한 백도어 상장 GAC는 2010년 홍콩 증권 거래소에 자체 이름으로 상장 되었다.그해에 덴웨이 자동차의 주주들은 GAC의 민영화를 승인하였다.2010년 8월 25일에 상장 폐지 되었고 2010년 8월 30일 주식 교환을 통해 광저우 자동차 그룹(홍콩: 2238)으로 대체되었다.
2010년 말 GAC는 스포츠 유틸리티 차량, 소형차 및 픽업 트럭을 생산하는 중국 중형 자동차 제조업체인 고나우의 지분 51%를 구입하였다.
2010년 12월에는 새로운 트럼치 브랜드를 출시했으며 초기 제품은 알파 로메오 166을 기반으로 했다.
2010년 GAC는 중국 10대 자동차 제조업체 중 6위에 올랐고 724,200대의 차량을 판매하였다.
2011년에는 740,400대의 차량을 생산하면서 생산량 기준으로 중국에서 6번째로 큰 자동차 제조업체의 위치를 유지하였다.
2012년 초에는 상하이 증권 거래소에 상장 되었다.

## 자회사

### 트럼치
GAC 그룹이 소유하고 2010년 12월에 출시된 자동차 브랜드이다.

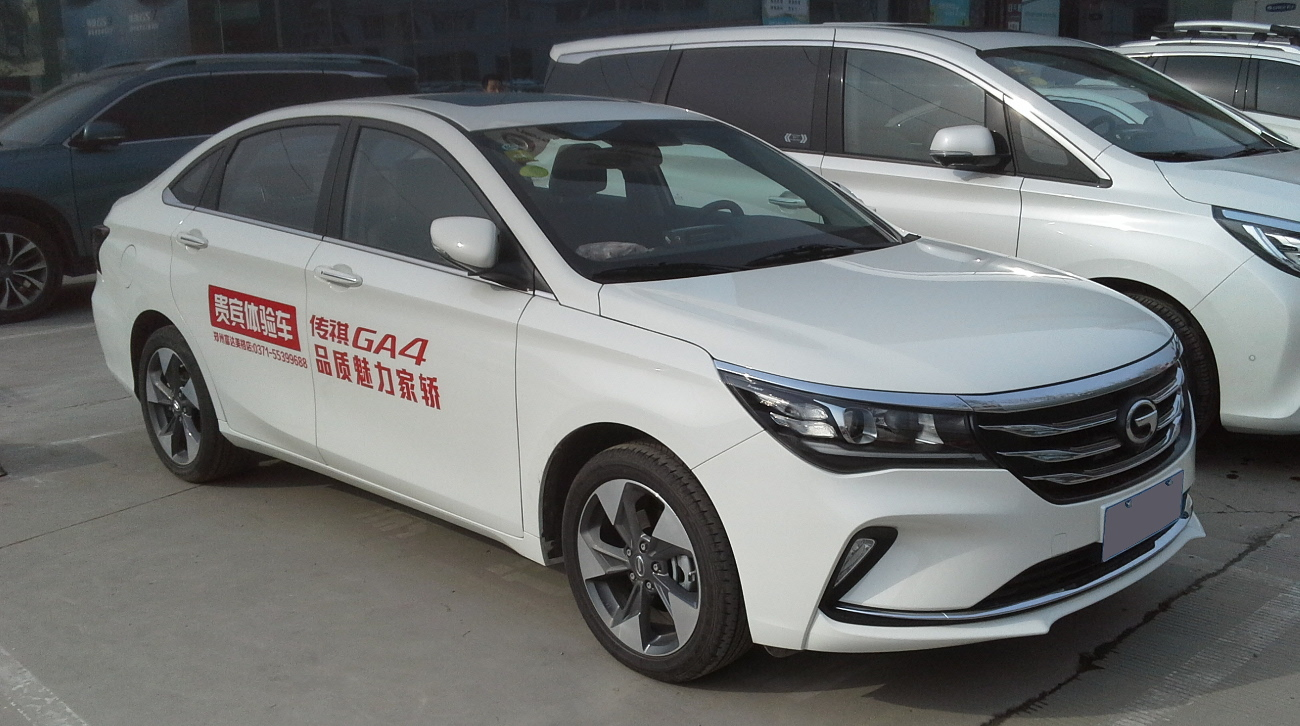
트럼치 GA4
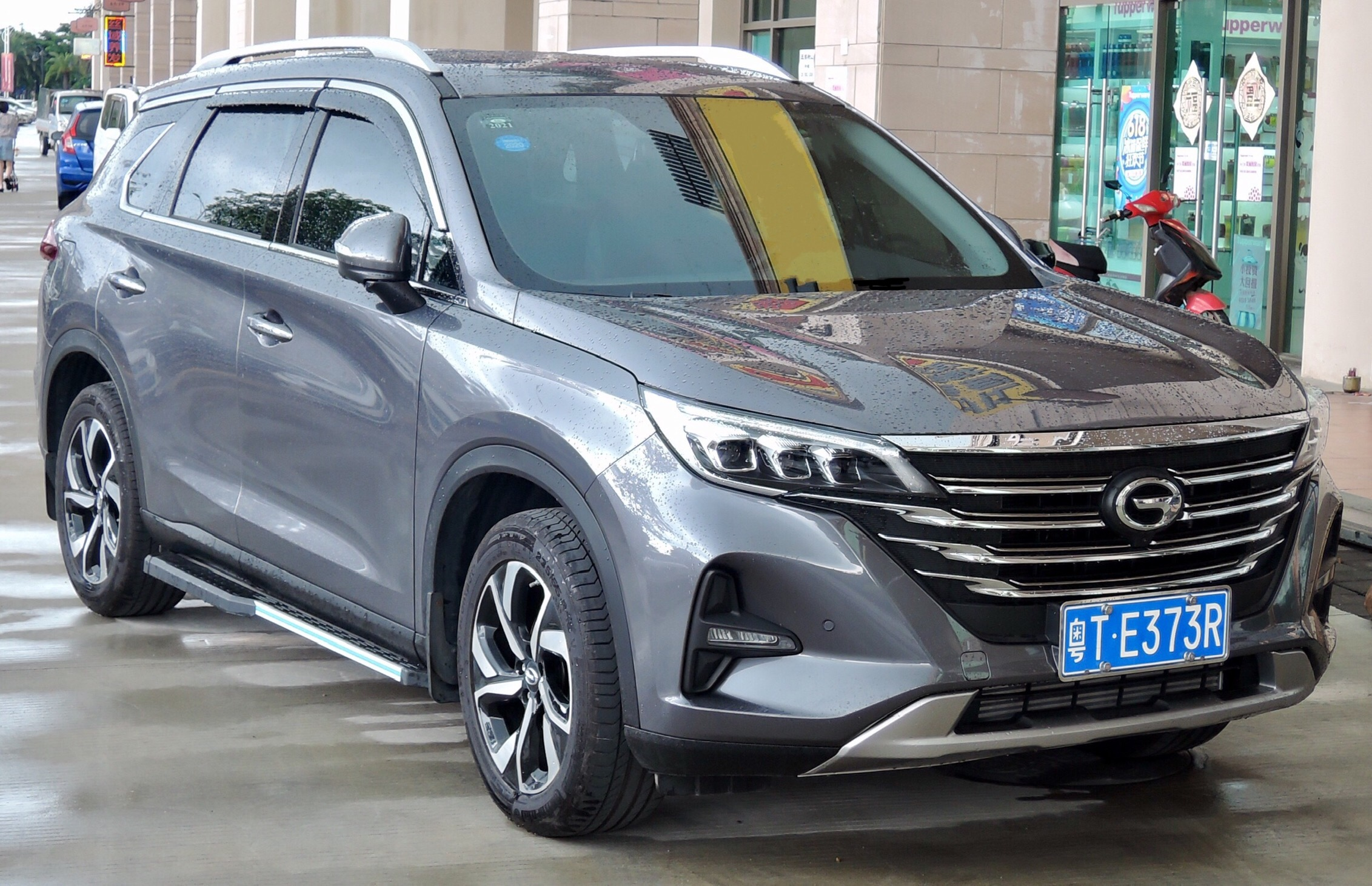
트럼치 GS5
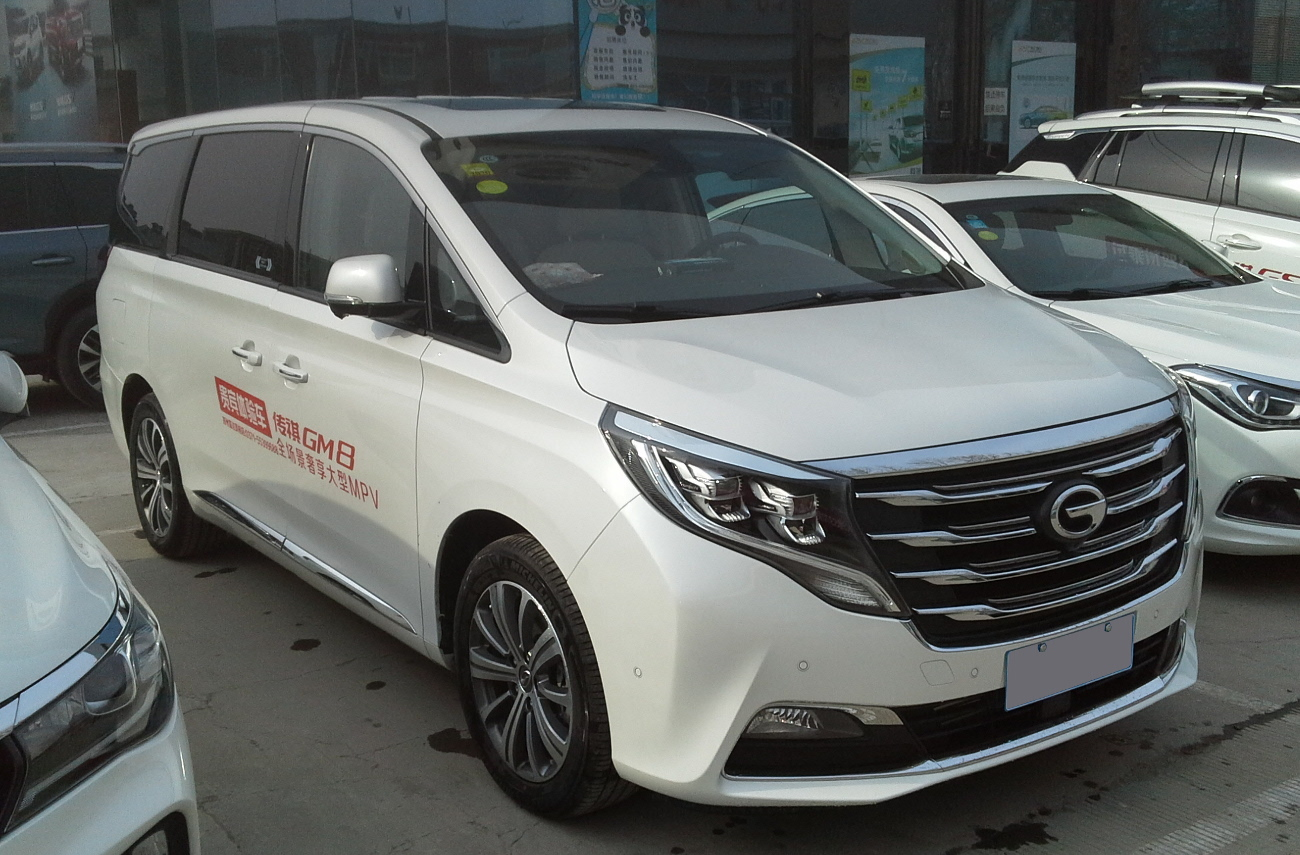
트럼치 GM8

### GAC 아이온
GAC의 NEV 부문이며 GAC 뉴 에너지는 자체 EV 브랜드인 아이안을 생산하고 있다.

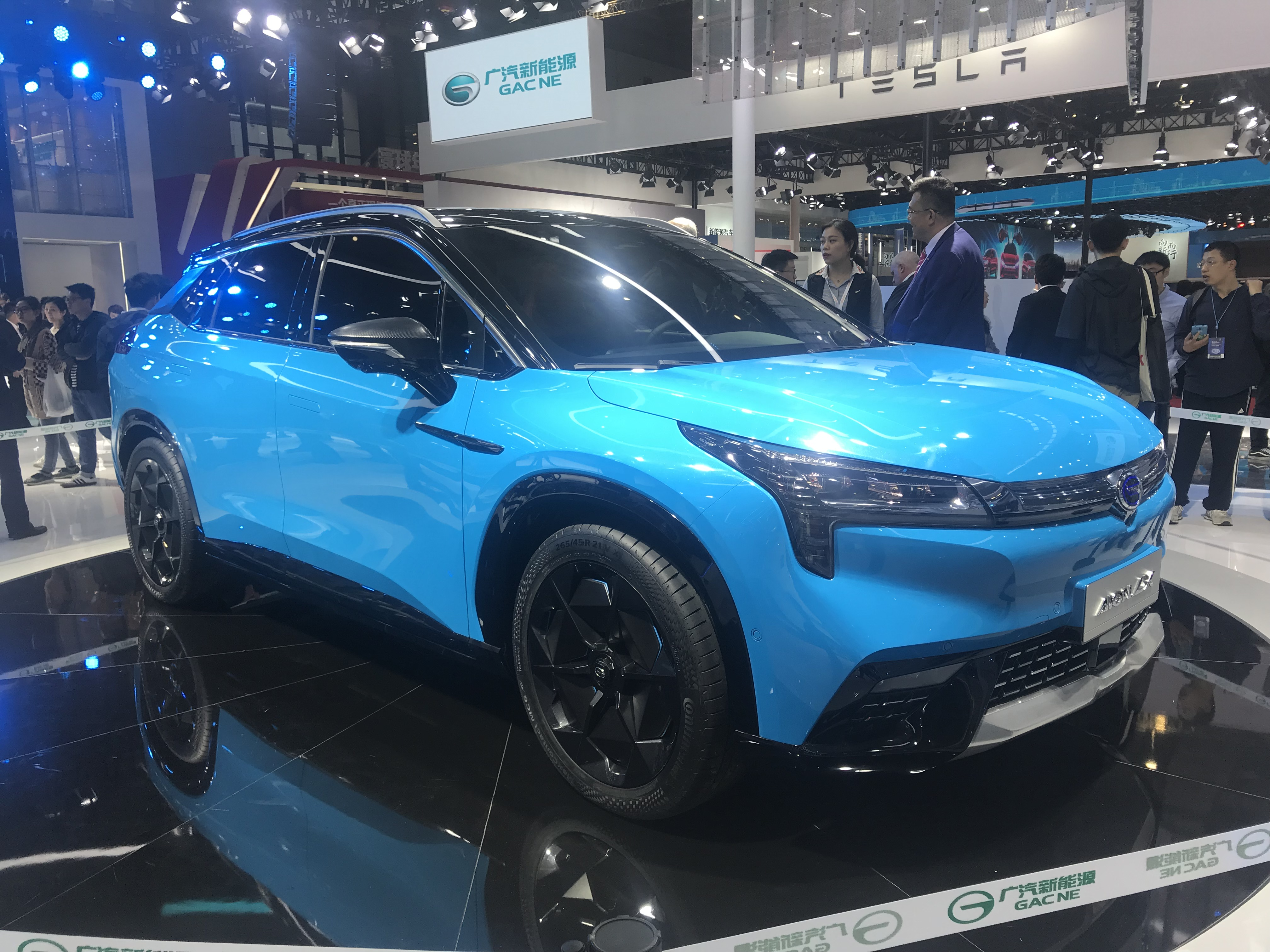
아이온 LX
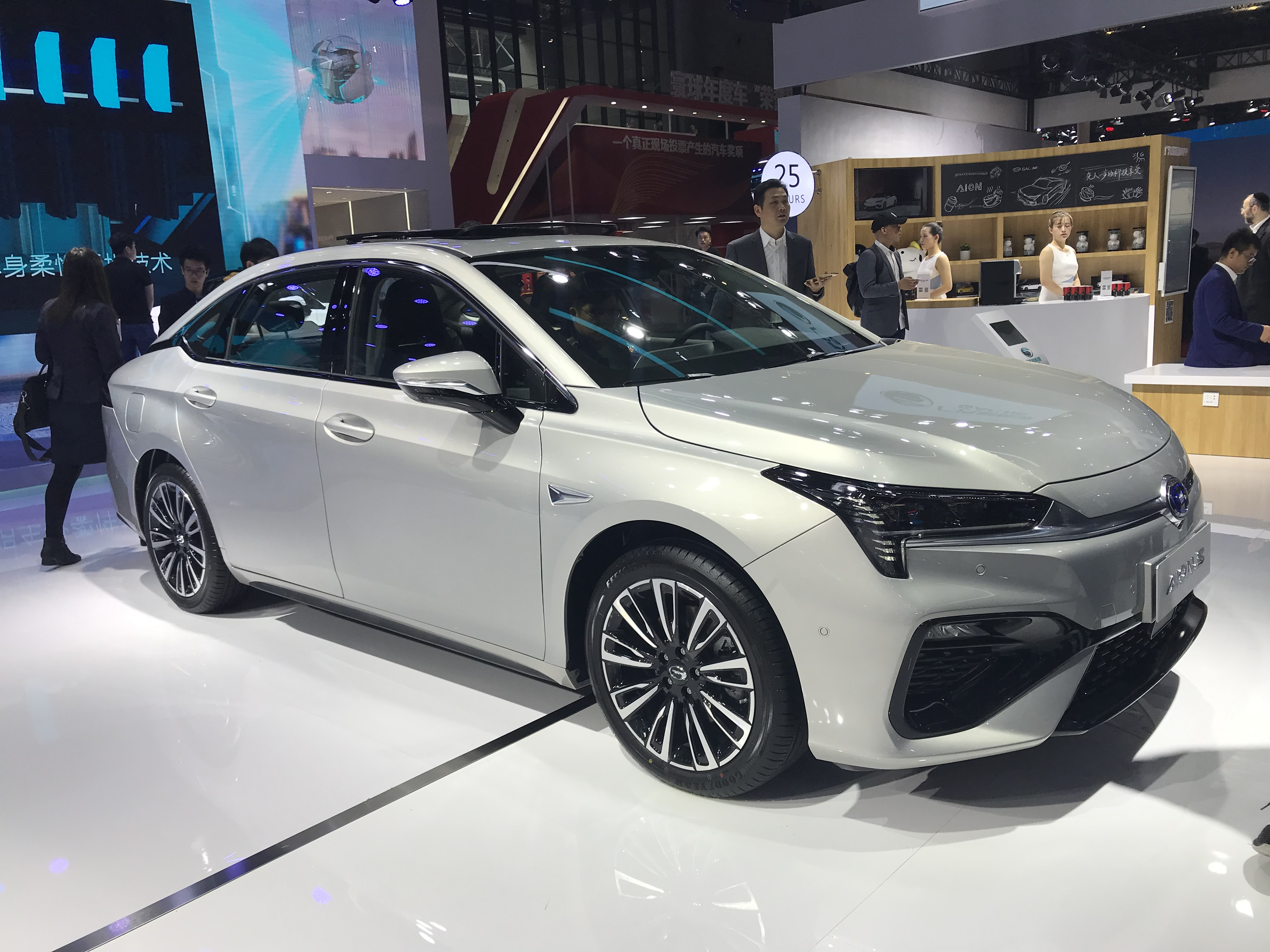
아이온 S
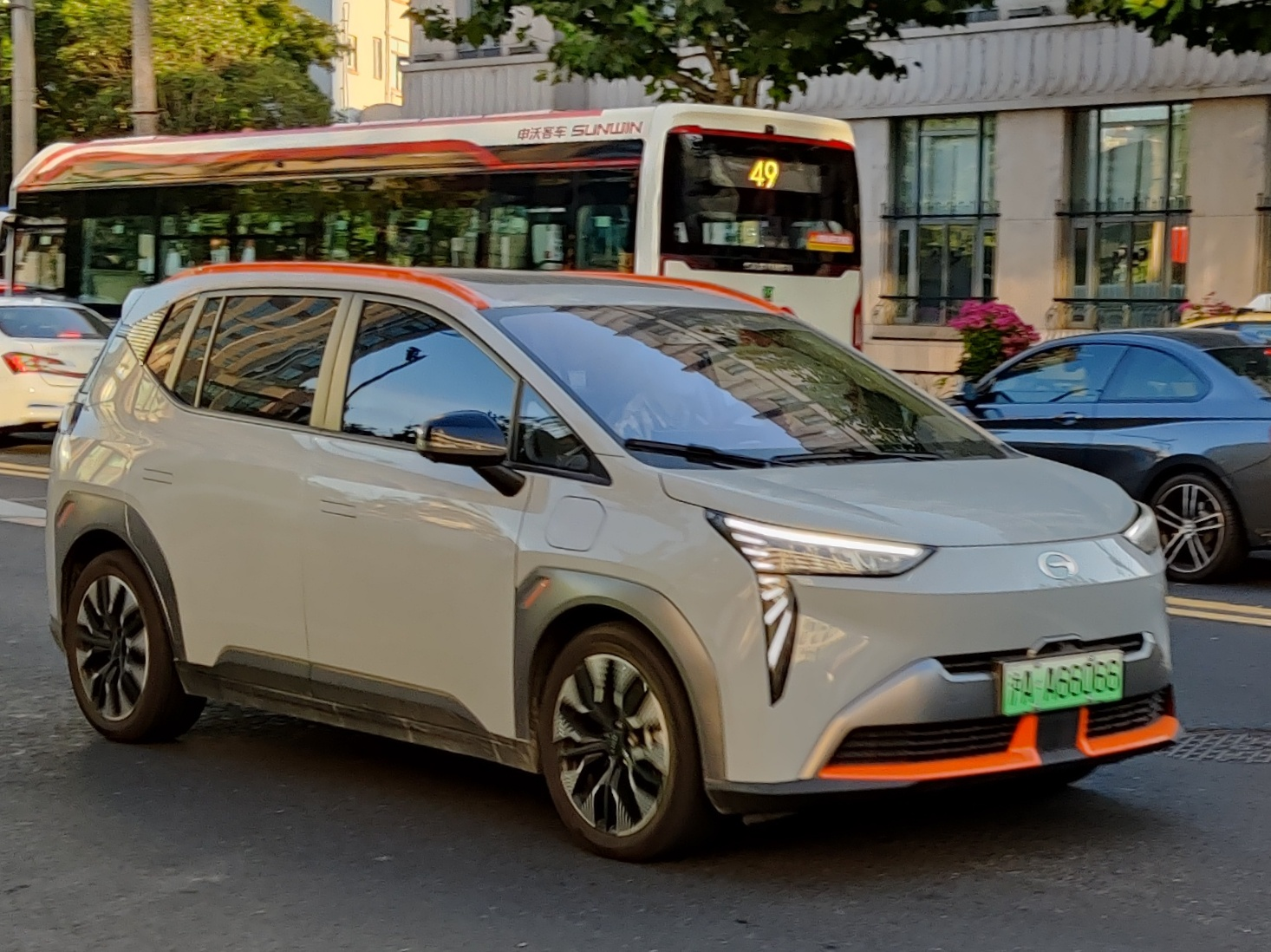
아이온 Y

### 하이칸
전기 자동차를 생산하기 위해 2019년 4월에 설립된 중국 자동차 제조업체 GAC 그룹과 니오의 합작 투자 회사인 GAC-니오 에니지 테크놀러지의 브랜드이다. 2021년 초 GAC는 회사의 지배 지분을 인수하여 니오의 지분을 4.5%로 희석하였다.

### 장펑 자동차
2009년에 GAC는 장펑 자동차의 지분 29%를 소유하였다. 이는 중국 국가가 피아트와의 합작 투자 조건으로 부과한 것으로 추정되는 구매이다.

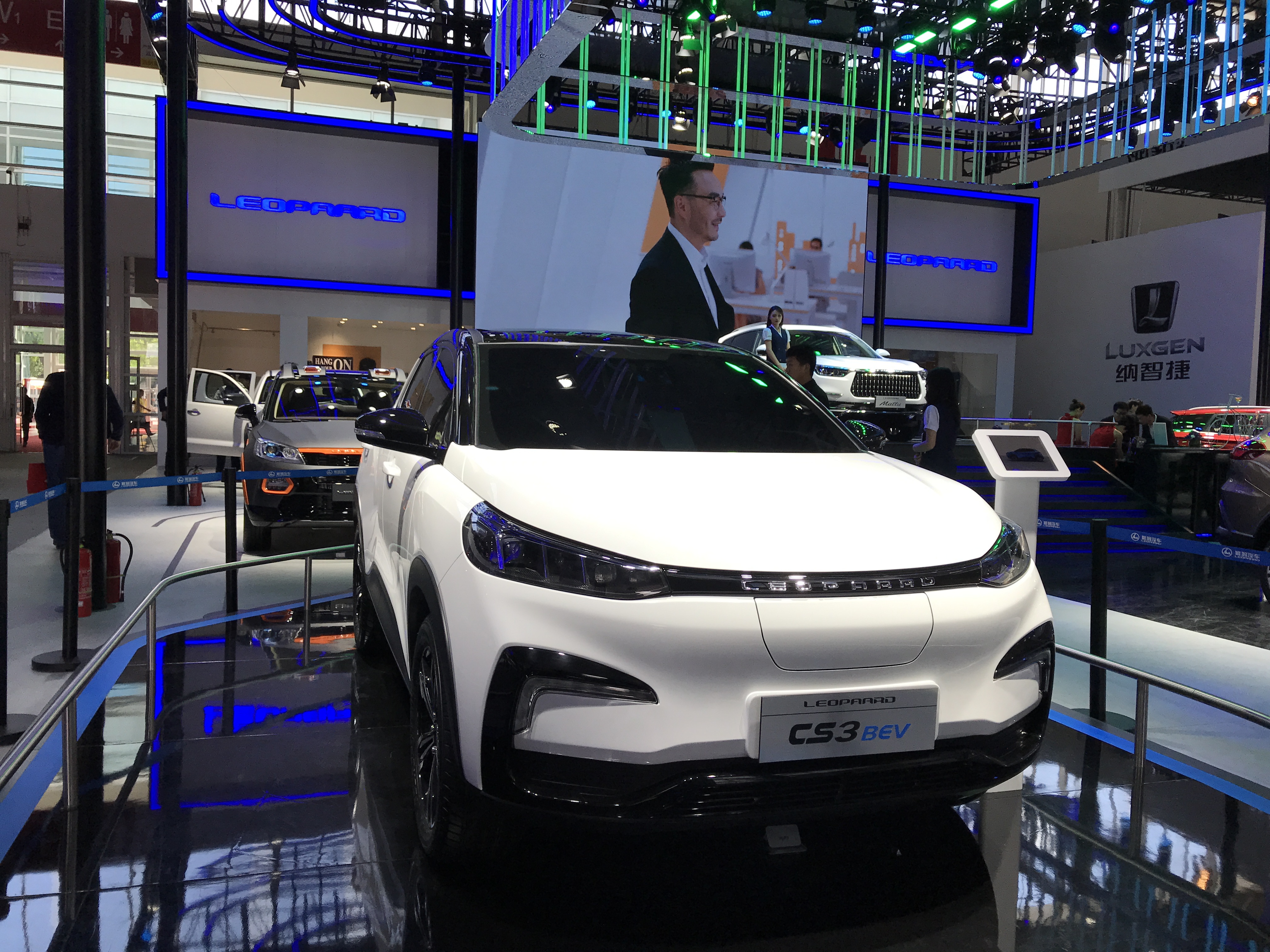
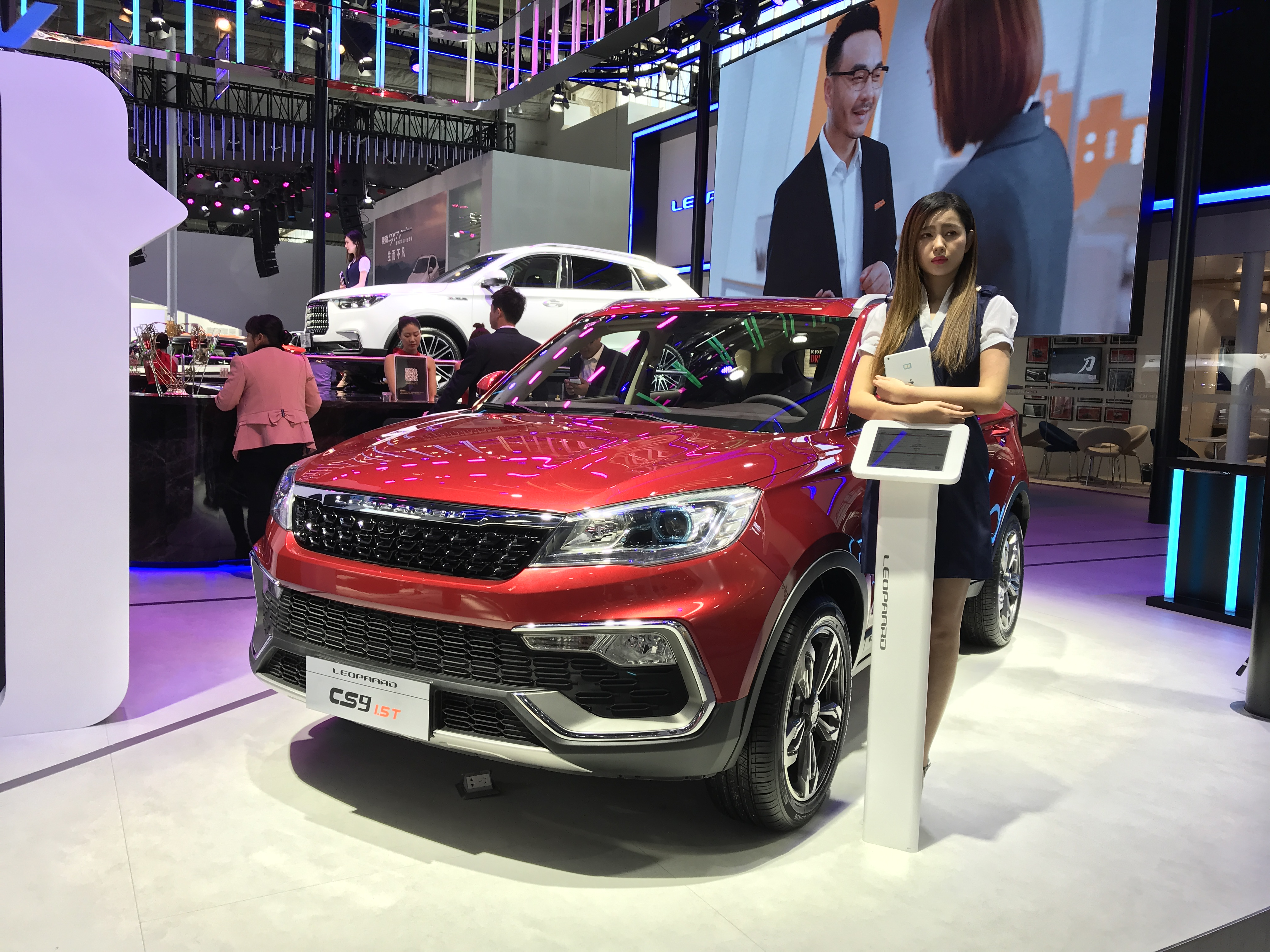
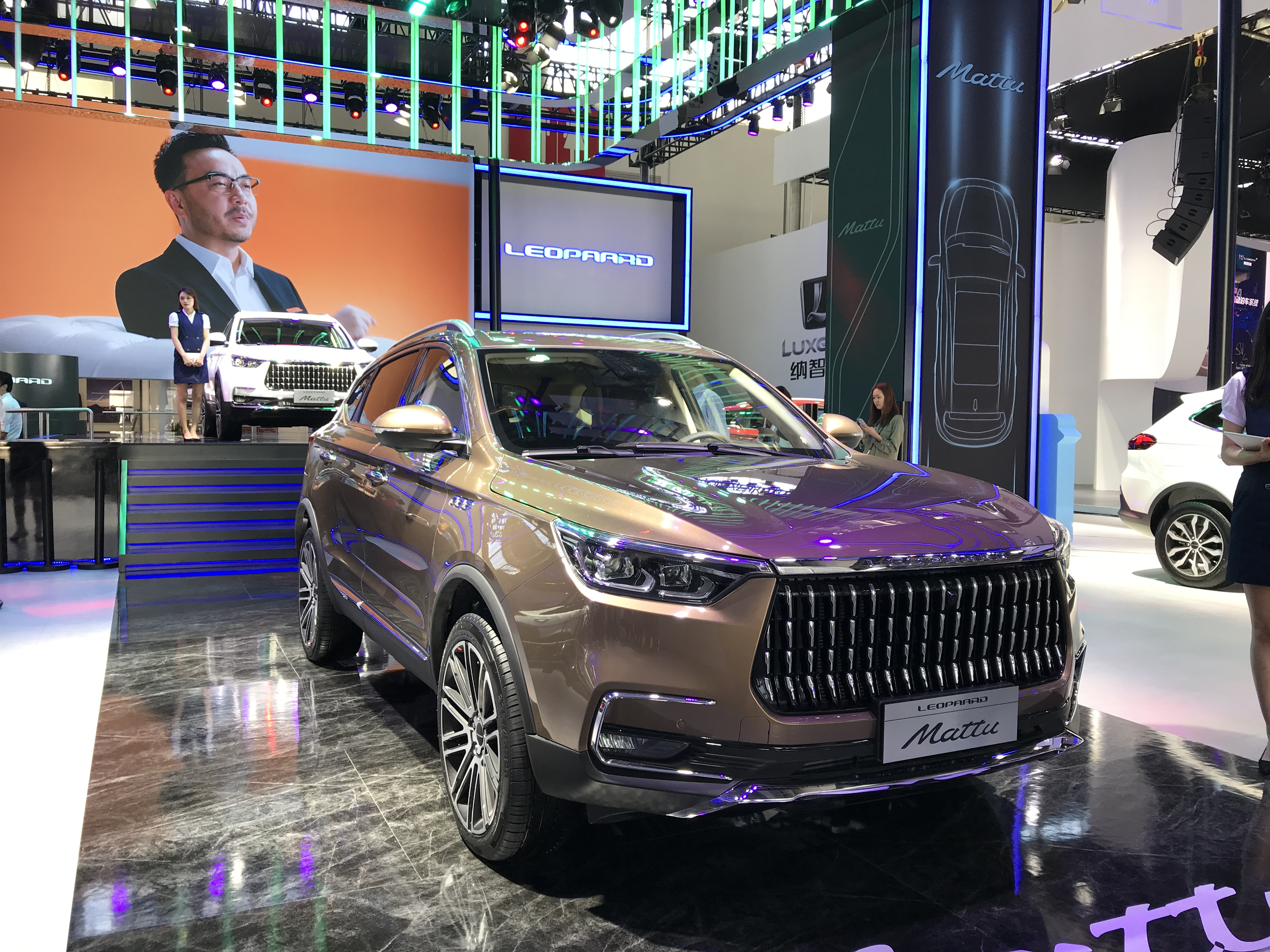

### 고나우
중국의 자동차, 상용차 및 SUV 제조업체로서 저장성의 타이저우시에 본사를 두고 있으며 GAC 그룹의 자회사이다. 중국에서는 GAC 고나우라는 브랜드로 제품을 판매하고 다른 시장에서는 고나우라는 이름으로 제품을 판매한다.

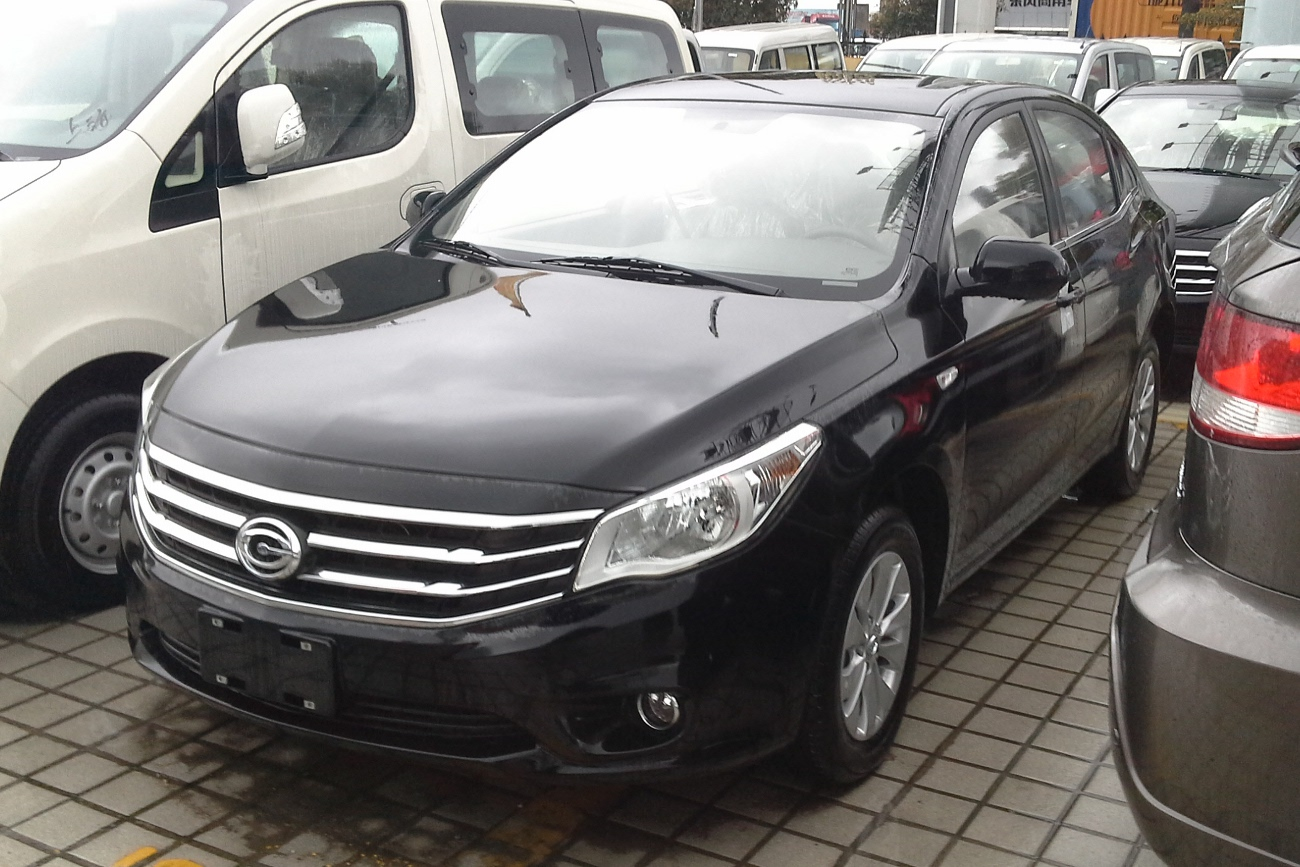
고나우 에메이
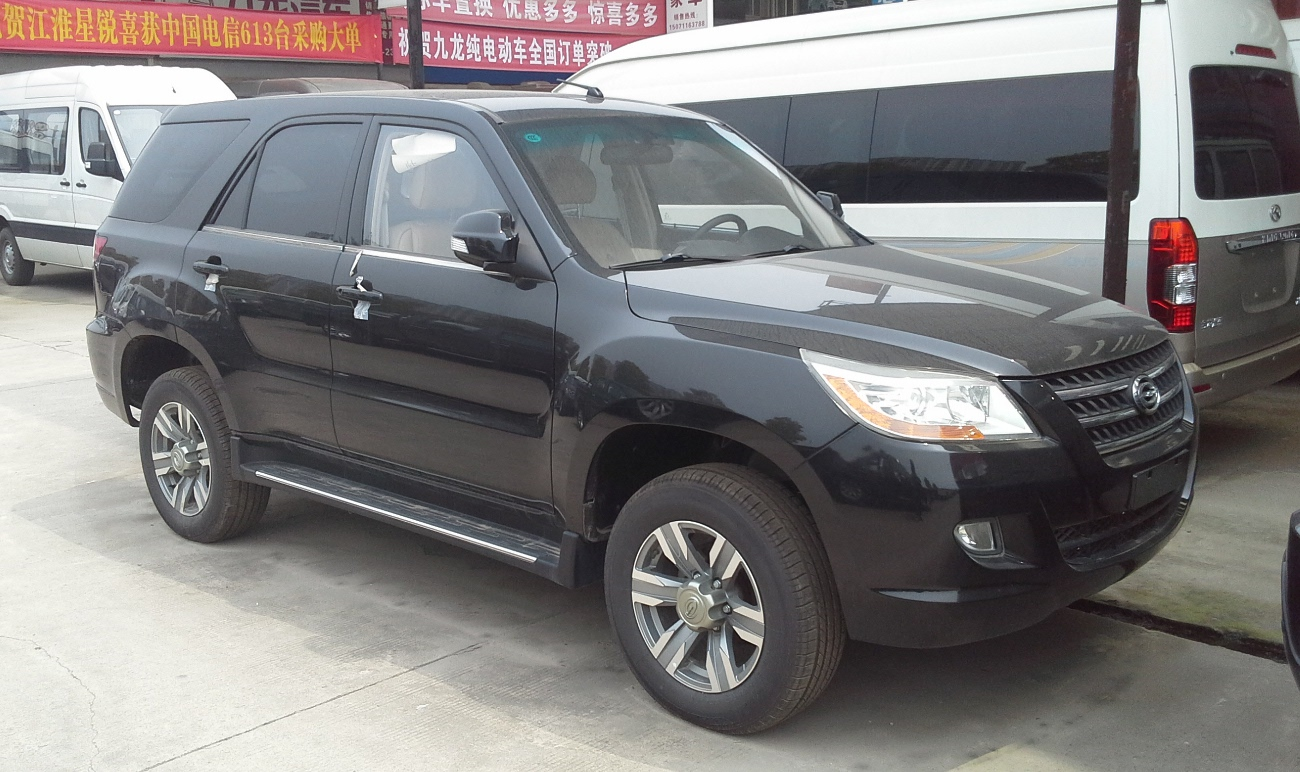
고나우 G5
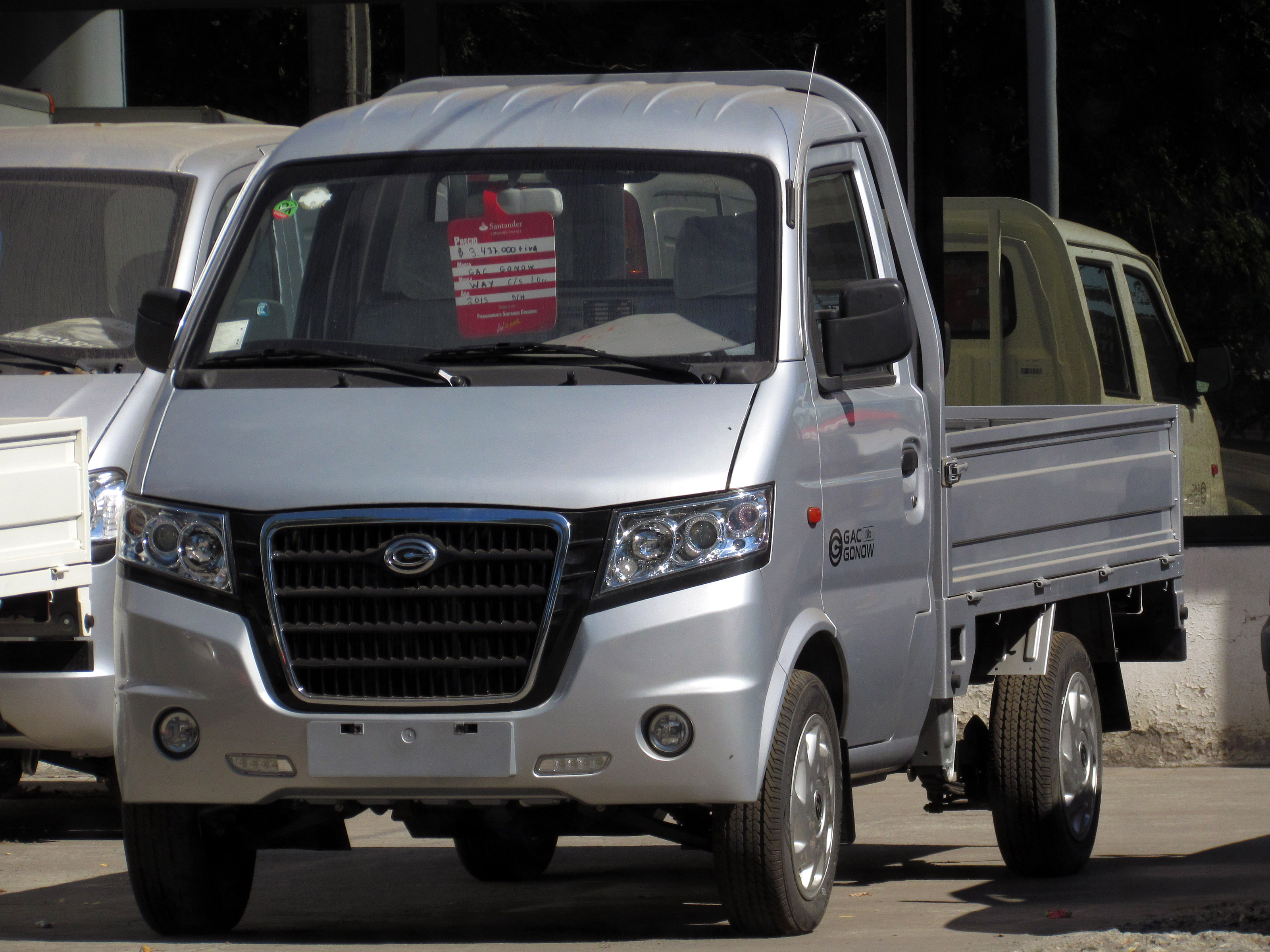
고나우 웨이 M1

## 현재 합작 기업

### GAC 혼다
광저우 자동차 그룹과 혼다 기연공업 사이의 50:50 합작 회사로, 1999년부터 중국 시장을 위해 다수의 혼다 및 아큐라 브랜드 차량을 제작해 왔다. 자체 브랜드인 에베루스는 2011년에 판매를 시작했다.

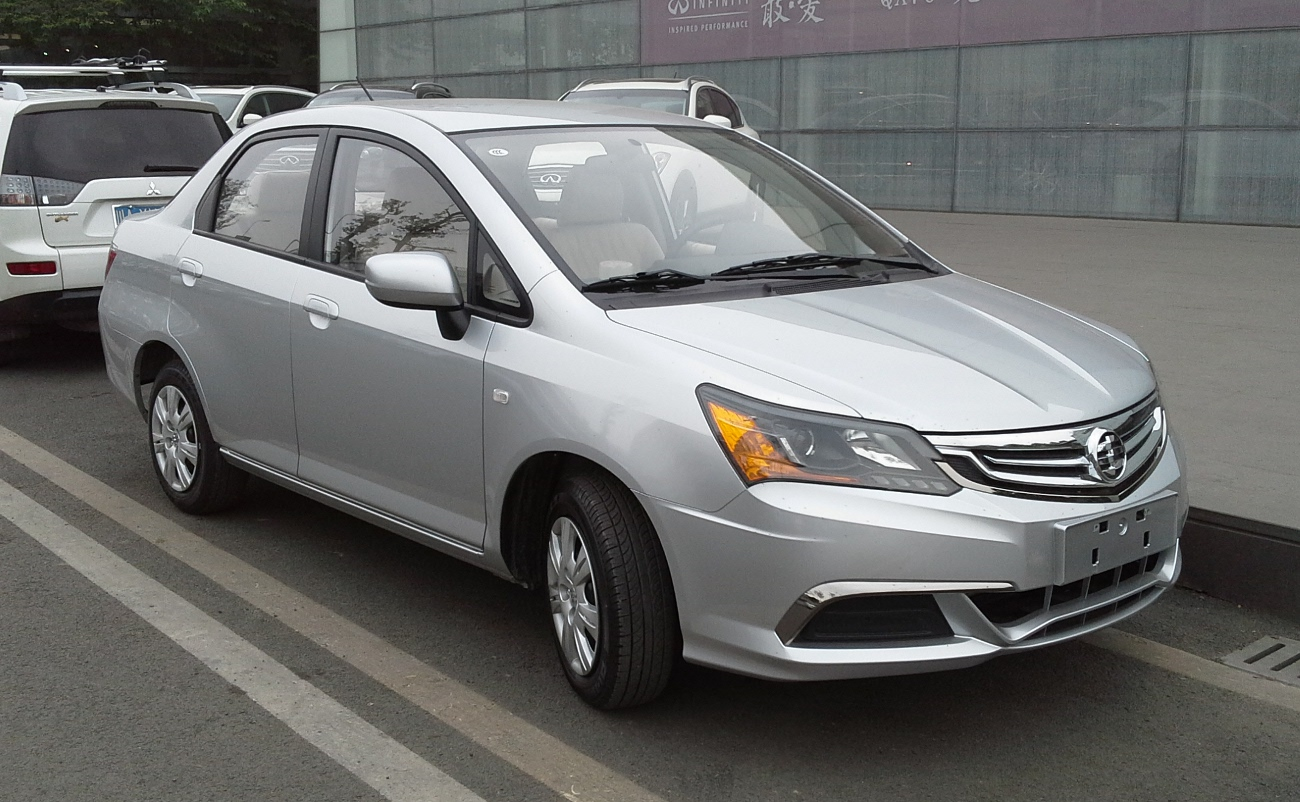
에베루스 S1 (페이스리프트)
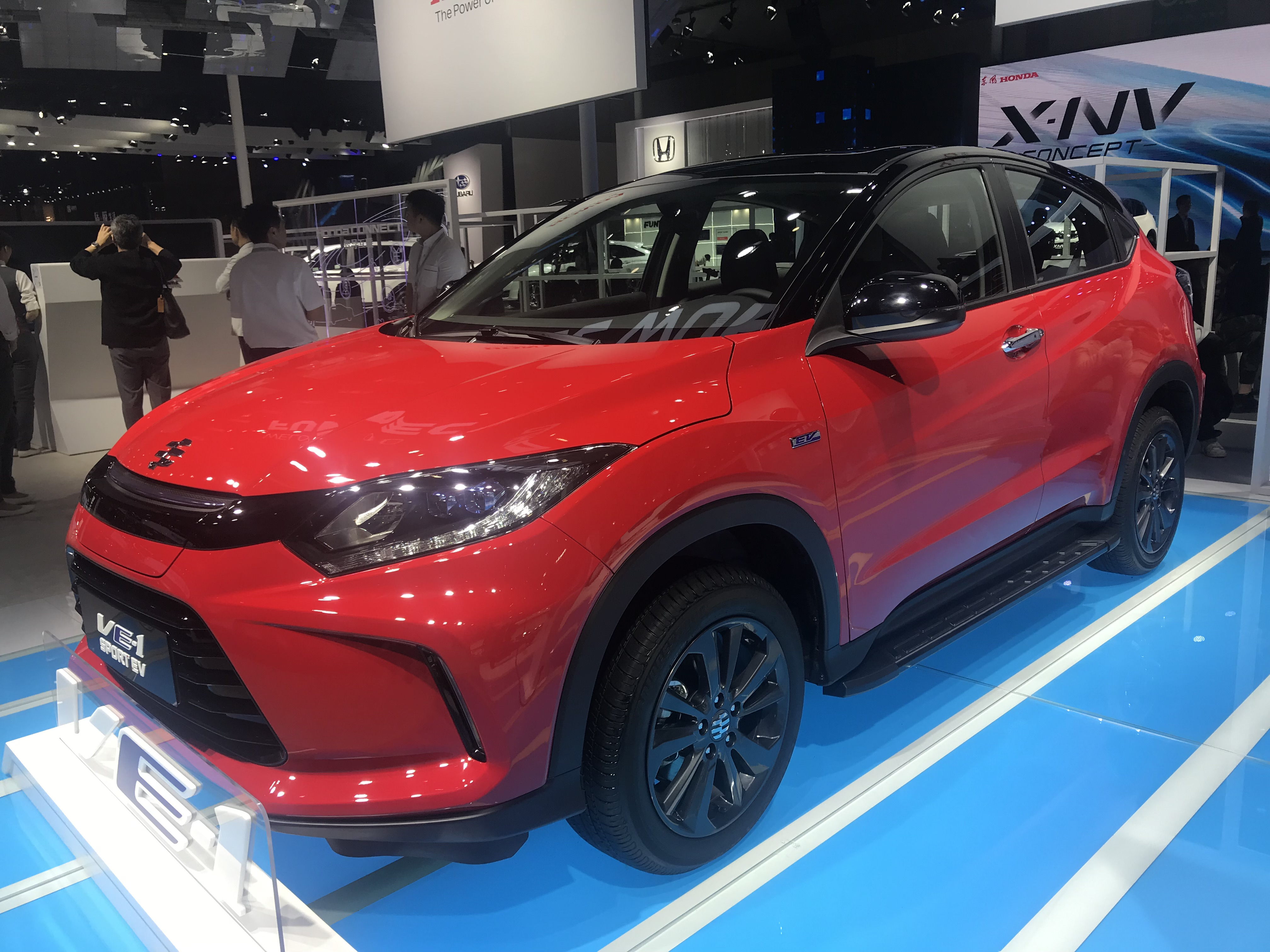
에베루스 VE-1 EV

### GAC 우양 혼다
중국 시장을 위해 혼다에서 생산 중인 오토바이를 판매하고 있다.

### GAC 토요타
광저우 자동차 그룹와 토요타 자동차 사이의 50:50 합작 투자로 중국 시장을 위한 토요타의 차종을 생산하고 있다. 2004년에 설립되었으며 광저우에 본사를 두고 있다.
- GAC 토요타에서 생산한 토요타 캠리 VII

### GAC 히노
히노 자동차 기반 트럭 생산을 목표로 하는 히노 자동차와 GAC의 합작 투자 회사이다.

## 과거 합작 기업

### 광저우 이스즈
2000년 3월 6일에 설립된 광저우 자동차 그룹(51%), 이스즈 자동차(33.67%), 이스즈 차이나 (15.33%)의 합작 회사이다.이스즈사의 경트럭과 버스는 홍콩 차이나 라운지 물류와 합작 투자한 광저우 양청 오토모빌(羊城汽车)에서도 제작하였다. 이스즈 엘프를 기반으로 하며 "YCACO" 브랜드로 판매된다. 양청의 다양한 버스 건설 사업은 2008년 9월 광저우 이스즈 버스 및 덴웨이와 통합되어 광저우 버스로 통합되었다.이와 동시에, 광저우 양청의 트럭 제조 부문은 광저우 히노에 합병되었다.
- Ycaco YC1045CSZ

### 광저우 푸조
최초의 중국 서부 합작 투자 자동차 회사 중 하나인 광저우 푸조 오토모티브 컴퍼니는 1985년에서 1997년 사이에 PSA 푸조 시트로엥과 광저우 시 정부가 설립한 합작 투자 회사였다.11년 동안 회사는 약 100,000대의 자동차를 생산하였다.
1989년에는 주로 공무원 및 택시용 자동차로 판매가 시작되었으며 모델 라인은 푸조 505와 푸조 504로 구성되었다.
- 광저우 푸조에서 제작한 크루 캡 푸조 504 픽업

### GAC 피아트 크라이슬러
피아트는 2009년 7월 6일에 GAC와 합작 투자에 서명했으며 2010년 3월 9일에 설립되었다.닷지 다트를 기반으로 하는 피아트 비아지오를 제조하기 위해 2012년 6월 28일에 문을 연 후난성 창사에 생산 기지가 있다.
- 피아트 비아지오

### GAC 미쓰비시
2012년에 설립된 광저우 자동차 그룹과 일본 자동차 제조업체 미쓰비시 자동차의 합작 투자 회사이며, 2023년에 철수하였다.

### GAC 비야디 자동차
GAC 브랜드 이름으로 비야디 자동차의 버스를 생산하기 위해 GAC (49%)와 비야디 자동차 (51%) 간의 합작 투자 회사였다.

## 후원
로테르담에서 개최된 2011년 세계 탁구 선수권 대회의 후원사이자 2012년 ITTF 월드 투어의 타이틀 후원사였다.
또한 광저우시에서 열린 2013년 월드컵 탁구 토너먼트의 타이틀 스폰서이기도 하였다.

## 판매량
| 연도   | 합계    | 트럼치  | GAC 아이온 | 고나우 |
| ------ | ------- | ------- | ---------- | ------ |
| 2010년 | 45,065  | 21      | -          | 43,251 |
| 2011년 | 44,056  | 17,014  | -          | 25,343 |
| 2012년 | 71,505  | 32,646  | -          | 37,256 |
| 2013년 | 124,001 | 84,602  | -          | 38,928 |
| 2014년 | 146,694 | 116,468 | -          | 29,500 |
| 2015년 | 207,890 | 191,617 | -          | 15,995 |
| 2016년 | 375,723 | 370,781 | -          | 4,209  |
| 2017년 | 508,797 | 508,617 | -          | 180    |
| 2018년 | 535,323 | 535,277 | -          | 46     |
| 2019년 | 384,792 | 351,550 | 33,242     | 단종   |
| 2020년 | 353,597 | 294,049 | 59,545     | 단종   |
| 2021년 | 447,207 | 327,048 | 120,159    | 단종   |
| 2022년 | 633,704 | 362,548 | 271,156    | 단종   |
| 2023년 | 886,508 | 406,505 | 480,003    | 단종   |
| 2024년 | 789,475 | 414,591 | 374,884    |        |

## 같이 보기
- 중국의 자동차 브랜드
- 중국의 자동차 제조사
- 중국의 자동차 산업